# Lai Sun Cheung
Lai Sun Cheung est un entraîneur de Hong Kong de football né le 1er septembre 1950 et décédé le 20 juin 2010. Il évoluait au poste de défenseur.

## Carrière

### Joueur
- 1969-1972 : Hong Kong Rangers  Hong Kong
- 1972-1978 : Happy Valley  Hong Kong
- 1978-1980 : Tung Sing FC  Hong Kong
- 1980-1982 : Happy Valley  Hong Kong

### Entraîneur
- 2002-2006 :  Hong Kong
- 2004-2007 : Hong Kong 08  Hong Kong
- 2005-2007 :  Hong Kong -23 ans  Hong Kong
- 2007 :  Hong Kong
- 2007-2008 : Hong Kong C  Hong Kong